# Eunica marcusi
Eunica marcusi är en fjärilsart som beskrevs av Orfila 1951. Eunica marcusi ingår i släktet Eunica och familjen praktfjärilar. Inga underarter finns listade i Catalogue of Life.